# Brouwerij Van Milders
Brouwerij Van Milders (H.R.T. 1814) was een bierbrouwerij in de Belgische stad Geel. De brouwerij bevond zich in het centrum van de stad, dicht bij de Sint-Amandskerk.

## Ontstaan
De brouwersfamilie Van Milders had oorspronkelijk een brouwerij in Liezele. Aan het begin van de Eerste Wereldoorlog werd een groot deel van Liezele met de grond gelijk gemaakt door het Belgische leger. Dit gebeurde om het Fort van Liezele een beter schootsveld te bezorgen. Hierbij ging ook de brouwerij verloren.  Met de vergoeding voor oorlogsschade kocht de familie nadien een brouwerij in Geel.

## Bieren
De bieren die gebrouwen werden door Van Milders waren o.a.:
- Kiltpils
- Kilt Royal Export
- Helles (Royal) Export
- Edelpils
- Geelse Bruine
- Geelse Gersten
- Tongerlo
- Breydel
- Jubelbier
- Bronni Alt Bier
- Interbrau Export Pilsener

## Sluiting
In 1972 werd de brouwerij overgenomen door Wielemans-Ceuppens. Het gebouw werd gesloten en in een later stadium volledig afgebroken. Brouwerij Wielemans-Ceuppens werd later op zijn beurt overgenomen door Stella Artois. Buiten enkele foto's rest er vandaag niets meer van het oorspronkelijke gebouw. Op de plaats bevindt zich nu al vele jaren een groot appartementencomplex.

## Tongerlo
De abdijbieren van Tongerlo werden voor het eerst op de markt gebracht door Brouwerij Van Milders. In 1954 werd er hiervoor met de Norbertijnen een licentiecontract ondertekend. Nadat de brouwerij in handen kwam van Stella Artois, werd het merk verkocht. Uiteindelijk kwam het in 1989 bij Brouwerij Haacht terecht.